# Tengri

Slovo Tengri ve staroturečtině, zapsané orchonským písmem (čte se zprava doleva jako t²ṅr²i)

Tengri je bůh nebes, nejvyšší z bohů, v původním náboženství uralských a altajských národů, resp. turkotatarských a ugrofinských, zvaném Tengrismus. Tengri je stále uctíván u některých národů na Sibiři, kde v souvislosti s jeho kultem je uctíváno několik hor, jež jsou pro vyznavače tohoto náboženství posvátné.